# Хайд Роуд
«Хайд Ро́уд» (англ. Hyde Road) был футбольным стадионом в Ардуике, районе Манчестера, Англия. Был домашним стадионом футбольного клуба «Манчестер Сити» с 1887 по 1923 год. В 1923 году «Манчестер Сити» переехал на новый стадион «Мейн Роуд», после чего «Хайд Роуд» был демонтирован.

## История
В 1880 году прихожане церкви святого Марка в Гортоне, Манчестер, основали футбольный клуб «Сент-Маркс (Уэст-Гортон)» (англ. St Mark's (West Gorton)). Клуб изначально не имел собственного стадиона, проводя «домашние» матчи на «ухабистом клочке земли с травой неподалёку от церкви». Затем руководство клуба заключило соглашение с крикетным клубом о совместном использовании их стадиона в сезоне 1881/82. В последующие пять лет клуб сменил футбольные площадки, но все они не соответствовали требованиям к футбольным полям. В 1887 году клуб принял решение о строительстве собственного стадиона. Капитан команды Кеннет Маккензи предложил руководству использовать пустырь земли на Хайд Роуд в Ардуике неподалёку от своего места работы. Земля принадлежала железнодорожной компании Манчестера, Шеффилда и Линкольншира (англ. Manchester, Sheffield and Lincolnshire Railway Company). Руководство клуба договорилось об аренде земле, после чего команда изменила название на «Ардуик» (англ. Ardwick A.F.C.) для соответствия новому местоположению клуба. Вскоре, с помощью ресурсов близлежащего строительного бюро был возведён прообраз футбольного стадиона. В нём не было раздевалок, поэтому команды переодевались в ближайшем отеле на Хайд-Роуд, в котором клуб проводил деловые встречи. В 1888 году на стадионе были установлены первые сиденья, их было около тысячи. Установку сидений оплатила пивоварня «Честерс» (англ. Chesters Brewery) взамен на право быть единственным поставщиком алкоголя на стадионе. В 1892 году клуб «Ардуик» был принят в Футбольную лигу. Первый матч Футбольной лиги на «Хайд Роуд» прошёл 3 сентября 1892 года, в нём «Ардуик» разгромил «Бутл» со счётом 7:0. Через два года «Ардуик» сменил название на «Манчестер Сити» (англ. Manchester City F.C.).

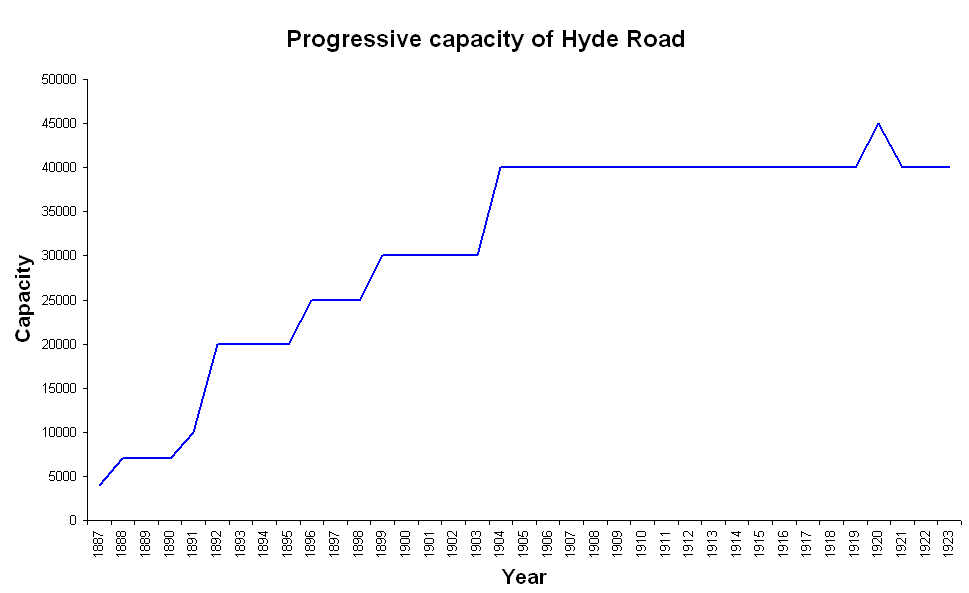
Вместимость «Хайд Роуд» выросла с менее чем 5000 зрителей в 1887 году до 40 000 к 1904 году

С ростом популярности клуба  стадион также подвергался перестройке и улучшениям. В 1890 году клуб вложил в улучшение стадиона 600 фунтов стерлингов. В 1896 году на стадионе появились раздевалки для игроков. В 1898 году была установлена новая трибуна, за которую клуб заплатил 1500 фунтов. В 1904 году на стадионе появилась ещё одна трибуна, что стоило клубу 2000 фунтов стерлингов. После этого «Хайд Роуд» вмещал 40 000 зрителей на трёх трибунах. После этих улучшений «Хайд Роуд» принял несколько престижных матчей, включая матч между сборными Футбольной лиги Англии и Ирландской лиги, а также полуфинал Кубка Англии между «Ньюкаслом» и «Уэнсдей». В 1910 году над трибунами была возведена крыша, которая покрывала 35 000 зрительских мест.
Несмотря на улучшения стадиона, «Хайд Роуд» испытывал проблемы с приёмом большого числа зрителей из-за узости близлежащих улиц и недостатка турникетов. Репортёр газеты Manchester Football News писал: «Поле просто кошмарно в дождливую погоду, а подход к стадиону, без сомнения, худший из всех, что я видел». В кубковом матче против «Сандерленда» в 1913 году на стадион официально пришло 41 709 зрителей, но фактически их было гораздо больше. За час до начала игры ворота ещё были закрыты, и многие владельцы билетов не могли войти на стадион. Зрителей было так много, что после стартового свистка толпа начала вытесняться на футбольное поле, причём со временем эта проблема лишь усиливалась. Чарли Бакен из «Сандерленда» вспоминал: «Перед перерывом [люди] заступали на поле на три или четыре ярда от боковой линии». Гол «Сандерленда» на 59-й минуте вызвал массовое вторжение зрителей на поле, после чего судья остановил игру. Футбольная ассоциация провела расследование инцидента, после чего последовали дебаты по поводу управления массовым скоплением людей на спортивных мероприятиях. Особенно спорным моментом было использование конной полиции. Так, председатель комитета спросил: «Если мяч попадёт в лошадь, и животное после этого понесётся в толпу зрителей, кто будет нести ответственность за травмы, которые получат люди?». Клуб рассматривал возможность переезда на новый стадион, но с 1912 по 1914 год известный архитектор Арчибальд Литч работал над модернизацией «Хайд Роуд».

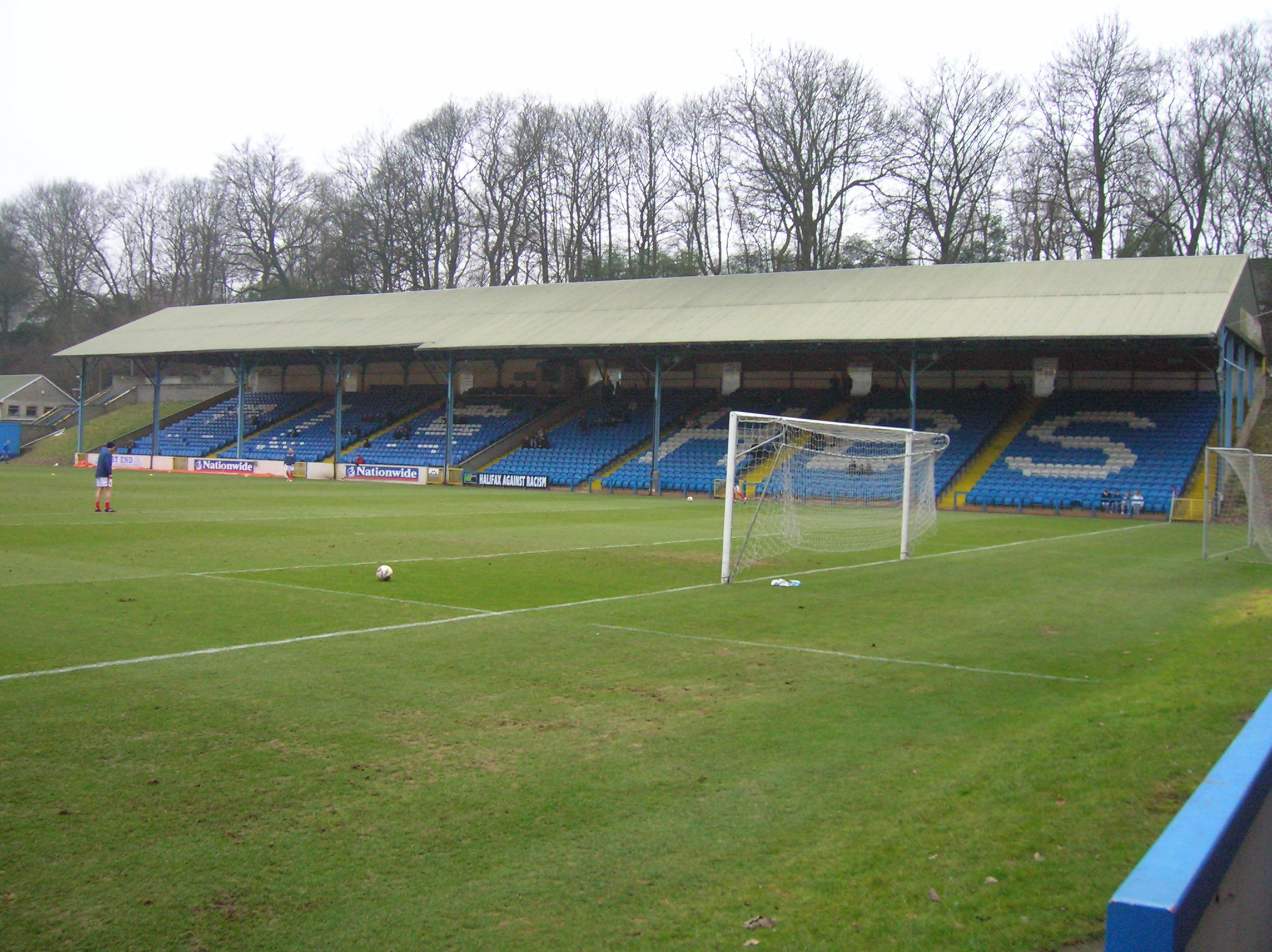
Стадион «Шей» (Галифакс) в 2006 году. Левая секция крыши (на изображении) использовалась на «Хайд Роуд»

В 1915 году официальные турниры в Англии были приостановлены в связи войной, после чего планы по реконструкции «Хайд Роуд» также были отложены. В военное время на стадионе размещалось 300 лошадей. Позднее (но ещё до конца войны) клуб стал полноценным владельцем земли под стадионом и уже не зависел от поддержки пивовареннойк компании. В 1920 году «Хайд Роуд» стал первым футбольным стадионом за пределами Лондона, который посетил  царствующий монарх: Георг V присутствовал на матче между «Манчестер Сити» и «Ливерпулем». В ноябре того же года на стадионе случился пожар из-за непотушенной сигареты, в котором сгорела главная трибуна «Хайд Роуд». После этого клуб начал искать себе новый стадион. Рассматривался вариант совместного использования стадиона «Олд Траффорд» с соседним клубом «Манчестер Юнайтед», однако руководство «Юнайтед» потребовало «непомерно высокую цену аренды», после чего руководство «Сити» решило вложить деньги в восстановление «Хайд Роуд» от пожара, после чего клуб продолжил играть на стадионе.
В 1922 году клуб обнародовал планы о переезде на новый стадион «Мейн Роуд» в манчестерском районе Мосс-Сайд. Последний официальный матч на «Хайд Роуд» прошёл 28 апреля 1923 года: в нём «Сити» сыграл против «Ньюкасла». В августе 1923 года на стадионе прошёл тренировочный матч; это была последняя игра на «Хайд Роуд». Сезон 1923/24 «Манчестер Сити» начал уже на новом стадионе «Мейн Роуд», который вмещал 80 000 зрителей.
Части стадиона «Хайд Роуд» в дальнейшем использовались в других местах. Так, крыша главной трибуны была продана клубу «Галифакс Таун», и смонтирована на домашнем стадионе клуба «Шей». Даже в XXI веке часть крыши «Хайд Роуд» до сих пор эксплуатируется на стадионе клуба «Галифакс Таун». В течение десятилетия после отъезда клуба со стадиона большая часть его конструкций была разобрана. Большая часть земли стала собственностью трамвайной компании Манчестера, чье основное депо находилось неподалёку, и использовалась в качестве склада для сборки и хранения трамвайных рельсов и материалов. После того, как в Манчестере отказались от трамваев в 1949 году (свалка с большей частью старых трамваев расположилась на месте бывшего стадиона), площадка использовалась для свалки старых автобусов. Участок территории также использовался как автодром для тренировок водителей автобусов. К началу XXI века на площадке располагались грузовые терминалы, складские помещения и контейнеры.